# Bentley Boys

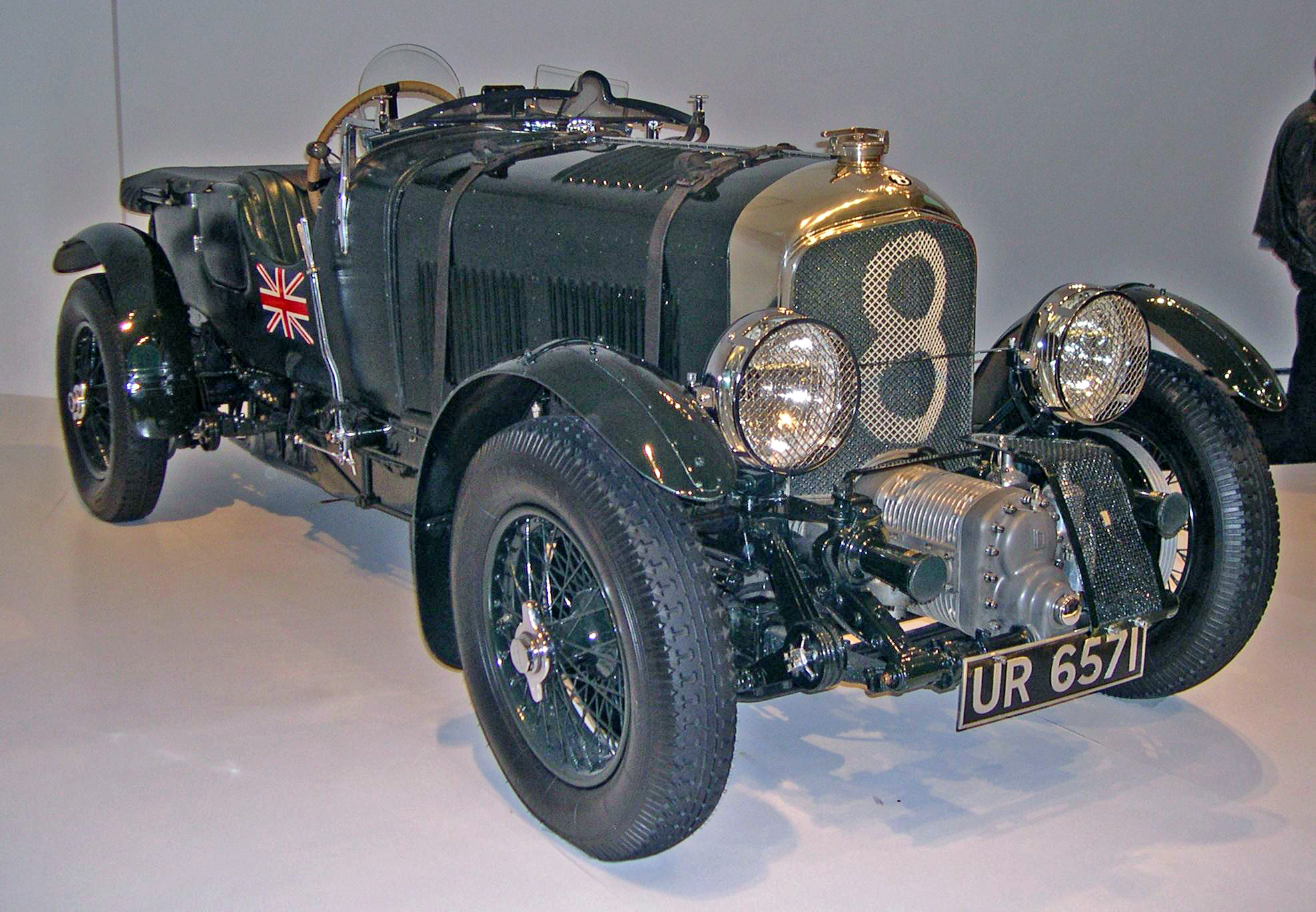
1929 "Blower" Bentley de la Colección Ralph Lauren

Los Bentley Boys eran un grupo de adinerados aficionados a los deportes del motor británicos, que llevaron a los automóviles deportivos Bentley a la victoria en la década de 1920 y mantuvieron viva la reputación de la marca por su alto rendimiento. En 1925, cuando la marca se hundió, uno de los Bentley Boys más destacados, Woolf Barnato, compró la compañía, lo que llevó a la creación del famoso  Bentley 4.5 Litros sobrealimentado.

## Integrantes
Los Bentley Boys incluyeron a:

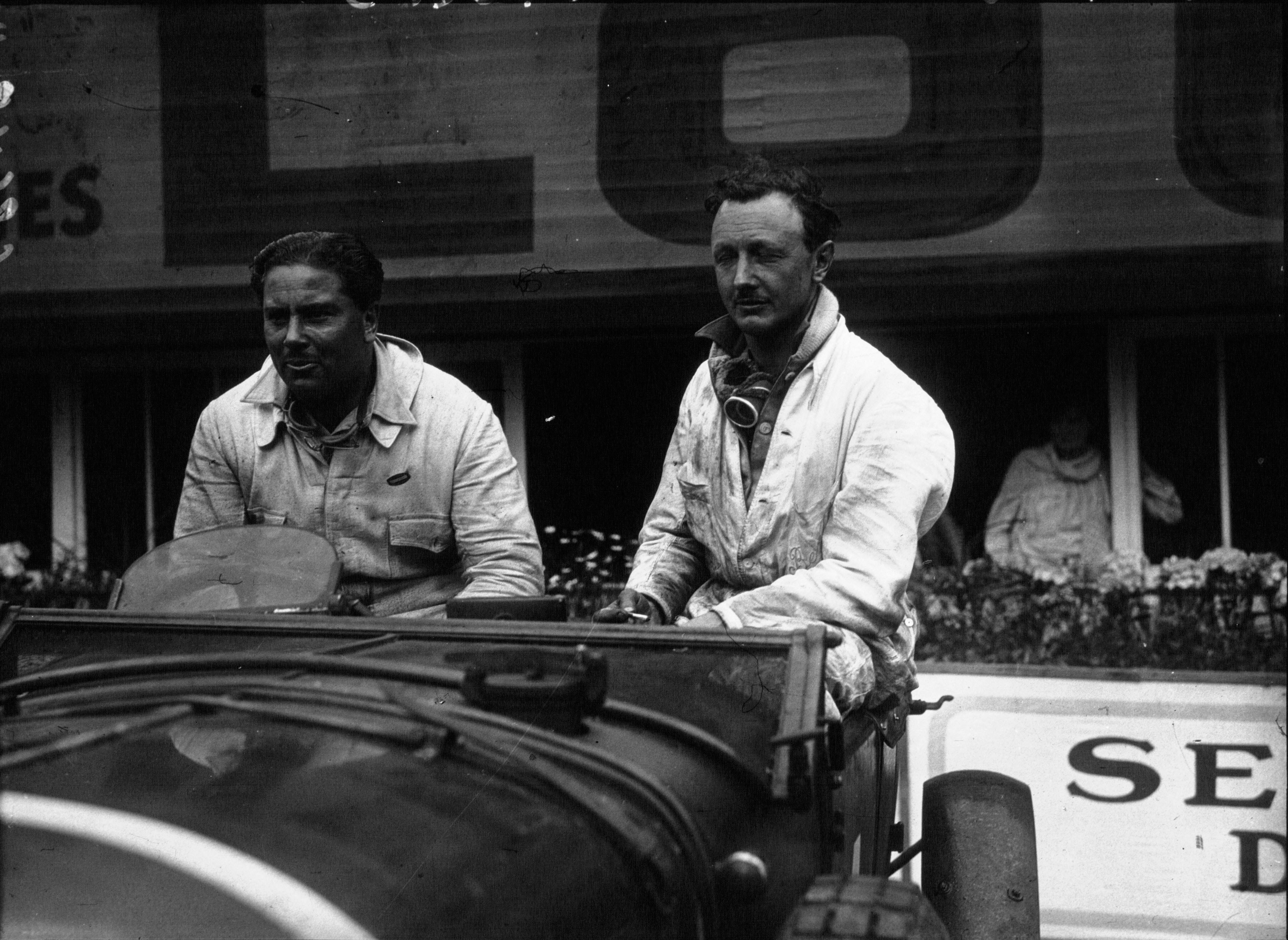
Barnato y Birkin en Le Mans 1929

- Woolf "Babe" Barnato, heredero del magnate de los diamantes de Kimberley Barney Barnato
- Dr. J. Dudley "Benjy" Benjafield
- Sir Henry "Tim" Birkin
- Dale Bourne
- Frank Clement
- S. C. H. "Sammy" Davis, periodista automotriz, editor deportivo de The Autocar
- John Duff
- George Duller, jinete de salto de obstáculos
- Clive Dunfee
- Jack Dunfee
- Dudley Froy
- Baron Andre d’Erlanger, playboy
- Clive Gallop, ingeniero
- Glen Kidston, piloto de aviación
- Bertie Kensington Moir
- Bernard Rubin, magnate de las perlas
- Jean Chassagne, piloto de carreras francés

## Hechos reseñables

### 24 Horas de Le Mans
Gracias a la dedicación de este grupo a las carreras, la compañía, ubicada en Cricklewood, al norte de Londres, se destacó por sus cuatro victorias consecutivas en las 24 Horas de Le Mans de 1927 a 1930. Su mayor competidor en ese momento, Bugatti, cuyos elegantes coches de peso ligero contrastaban con la robusta fiabilidad y durabilidad de los Bentley, denominados "los camiones más rápidos del mundo".

### El Tren Azul
En marzo de 1930, durante las Carreras del Tren Azul, Woolf Barnato subió la apuesta planteada por la compañía Rover y su automóvil Rover Light Six (que derrotó al "Tren azul" por primera vez), para mejorar ese registro con su Bentley Speed Six de 6½ litros en una apuesta de 100 libras esterlinas. Condujo contra el tren desde Cannes a Calais, luego en ferry a Dover y finalmente a Londres, viajando en carreteras públicas, y ganó.
El Bentley sedán carrozado por H. J. Mulliner que condujo durante la carrera, así como un cupé aerodinámico Bentley carrozado por Gurney Nutting que le fue entregado el 21 de mayo de 1930, han sido conocidos indistintamente como "Blue Train Bentley". El Sportsman Coupe ha sido mencionado erróneamente como el auto que corrió contra el Tren Azul, mientras que en realidad Barnato le puso este nombre en conmemoración de su carrera contra el tren.

### Bentley
Una gran parte de la fortuna de Barnato se destinó a mantener a Bentley a flote después de que asumiera la presidencia en 1925; pero la Gran Depresión destruyó la demanda de los lujosos productos de la compañía, y finalmente se vendió a Rolls-Royce en 1931.